# Erasure
Erasure je angleški pop duet iz Londona. Ustanovljen je bil leta 1985, njegova člana pa sta glavni klaviaturist in tekstopisec Vince Clarke ter vokalist Andy Bell. Duet je v devetdesetih letih posnel več zelo uspešnih plošč, osem njunih singlov se je uvrstilo na vrh britanske glasbene lestvice. Po svetu sta prodala več kot 30 milijonov albumov.

## Člani
- Andy Bell - vokal, tekstopisec
- Vince Clarke - klaviature, kitara, tekstopisec

## Diskografija
- Wonderland (1986, #71 UK, #- US, #16 D)
- The Circus (1987, #6 UK, #190 US, #20 D)
- The Two-Ring Circus (1987, #- UK, #186 US, #26 D)
- The Innocents (1988, #1 UK, #49 US, #10 D)
- Crackers International (1988, #2 UK, #73 US, #73 D)
- Wild ! (1989, #1 UK, #57 US, #16 D)
- Chorus (1991, #1 UK, #29 US, #13 D)
- Abba-Esque (1992, #1 UK, #85 US, #2 D)
- Pop ! The First 20 Hits (1992, #1 UK, #112 US, #12 D)
- I Say I Say I Say (1994, #1 UK, #18 US, #6 D)
- Erasure (1995, #14 UK, #82 US, #87 D)
- Cowboy (1997, #10 UK, #43 US, #34 D)
- Loveboat (2000, #45 UK, #- US, #48 D)
- Other People's Songs (2003, #17 UK, #138 US, 17 D)
- Hits ! The Very Best Of Erasure (2003, #15 UK, #- US, #54 D)
- Nightbird (2005, #27 UK, #154 US, #22 D)
- Union Street (2006,#102 UK, #- US, #- D)
- Acoustic Live (2006, #- UK, #- US, #- D)
- Light At The End Of The World (2007, #29 UK, 127 US, 42 D)
- Live At The Royal Albert Hall (2007, #- UK, #- US, #- D)
- Pop ! Remixed (2009, #- UK, #- US, # -D)
- Total Pop ! The First 40 Hits (2009, #21 UK, #- US, #- D)
- Tomorrow's World (2011, #29 UK, #61 US, #35 D)
- Tomorrow's World Tour (Live At The Roundhouse) (2011,  #- UK, #- US, # -D)
- Snow Globe (2013), #49 UK, #- US, #100 D)
- The Violet Flame (2014), #20 UK, #48 US, #41 D)
- Always - The Very Best Of Erasure (2015, #9 UK, #- US, #91 D)
- World Be Gone (2017, #6 UK, #137 US, #28 D)
- World Beyond (2018, #47 UK,  #- US, #- D)
- World Be Live (2018, #- UK, #- US, #100 D)
- The Neon (2020, #4 UK,  #- US, #11 D)